# Go!Go!シンデレラは片想い
『Go!Go!シンデレラは片想い』（ゴーゴー シンデレラはかたおもい、原題：親愛的、熱愛的）は、2019年の中国のテレビドラマ。全30話。主演はヤン・ズー、リー・シエン。

## 登場人物

### 主要人物
トン・ニエン／リトル・スクイッドスクイッド
演 - ヤン・ズー

ハン・シャンイエン／ガン
演 - リー・シエン
K&K戦隊の投資人

### その他
ウー・バイ／DT
演 - フー・イーティエン

ミー・シャオフェイ／シャオミー
演 - リー・ホンチー

スー・チョン
演 - ワン・ロージュン

グラント／沈哲
演 - ウェン・イーファン

97／令山
演 - リー・ミンドー

ワン／周一
演 - シュー・ローシアオ

デモ／戴風
演 - ユー・チョンエン

Buff／畢東然
演 - 成方旭

趙阿姨
演 - 孫蓮芳

南威
演 - 華波波

ソロ／王浩
演 - リー・ゾーフォン

アイ・チン／アップルドッグ
演 - ワン・ジェンアル

滑梯／周華
演 - 呉昊

オウ・チアン／オール
演 - チェン・チージュン

Inin／林茵
演 - 孫楚鴻

Bug／付営
演 - 李多根

Following／付一文
演 - 陳勇

何娜娜
演 - 周媛媛

小悠
演 - 蘇一

壹仟
演 - 沈磊

韓爺爺
演 - 秦沛

韓佳佳
演 - 梁愛琪

周姍
演 - 盛平

スン・ヤーヤー
演 - ジャン・ペイヤオ

ラン・メイ
演 - シー・チンイエン

純純
演 - 臧純萱

ラン・メイの夫
演 - 丁楠

ジェン・ホイ
演 - チュー・シエンピン

胡竇楠
演 - 陳帥

胡月嬌
演 - 劉芊孜

王策
演 - 佟正

小琳
演 - 孔琳

大姑
演 - 鄭暁婉

教授
演 - 周暁海

小艾
演 - 張格

戴風の母
演 - 任淑梅

ミー・シャオフェイの父
演 - 郁暁冬

ミー・シャオフェイの祖母
演 - 劉愛蓮

王浩の母
演 - 楊淑芳

ジェン・ホイの母
演 - 井璐

陶沢涛
演 - 王梓豪

項総
演 - 厳峻

項総の秘書
演 - 金津

## 挿入歌
| #  | タイトル                     | 作詞             | 作曲             | 歌手       |
| -- | ---------------------------- | ---------------- | ---------------- | ---------- |
| 1. | 「無名之輩」(オープニング曲) | 唐漢霄           | 唐漢霄           | 陳雪燃     |
| 2. | 「牛奶麺包」(エンディング曲) | 鄭国鋒、張鵬鵬   | 鄭国鋒           | ヤン・ズー |
| 3. | 「愛不由我」(挿入歌)         | 張鵬鵬           | 鄭国鋒           | 尤長靖     |
| 4. | 「給未来」(挿入歌)           | 張鵬鵬           | 鄭国鋒           | 李現       |
| 5. | 「Couldn't leave」(挿入歌)   | 陳雪燃           | 陳雪燃           | 迪瑪希     |
| 6. | 「我可以不在乎的你」(挿入歌) | 孫艾藜           | 孫艾藜           | 陳芳語     |
| 7. | 「一起走的幸福」(挿入歌)     | 林喬、高瑩       | 高瑩             | 段奥娟     |
| 8. | 「光耀」(挿入歌)             | 林喬             | 趙倩             | 梁心頤     |
| 9. | 「海闊天空」(挿入歌)         | ウォン・カークイ | ウォン・カークイ |            |

## 関連作品
スピンオフ
- Go!Go!王子様は片想い